# George Seifert
George Seifert (San Francisco, 22 gennaio 1940) è un allenatore di football americano statunitense che ha vinto due Super Bowl come capo-allenatore dei San Francisco 49ers della National Football League (NFL).

## Carriera
Seifert iniziò la carriera da assistente allenatore nella NFL con i San Francisco 49ers di Bill Walsh nel 1980 come allenatore dei defensive back. Nel 1983 fu promosso al ruolo di coordinatore difensivo. In tutti i suoi sei anni come coordinatore, la difesa della squadra si classificò nella top ten per della lega per minor numero di punti subiti, vincendo tre Super Bowl.
Nel 1989, dopo il ritiro di Walsh, fu scelto come suo successore. È uno dei soli tredici allenatori ad avere vinto più di un Super Bowl, vincendo in maniera dominante nel 1989 e nel 1994. Nel Super Bowl XXIV divenne il primo allenatore al debutto a vincere un Super Bowl da quando Don McCafferty aveva portato i Baltimore Colts alla conquista del Super Bowl V. Complessivamente, Seifert vinse cinque Super Bowl coi 49ers, uno dei soli 17 uomini ad avere vinto cinque o più titoli. Si dimise nel 1996 e passò ai Carolina Panthers nel 1999 nel doppio ruolo di capo-allenatore e general manager. Concluse le prime due stagioni rispettivamente con record di 8-8 e 7-9, prima di una disastrosa stagione 2001 in cui, dopo avere vinto la prima gara, perse tutte le successive 15, venendo licenziato a fine anno.

## Palmarès
- Super Bowl : 2

San Francisco 49ers: XIV, XXIX
- National Football Conference Championship: 2

San Francisco 49ers: 1989, 1994